# چارسوی بالا
چارسوی بالا روستایی در دهستان پیوه ژن بخش احمدآباد شهرستان مشهد استان خراسان رضوی ایران است.

## جمعیت
بر پایه سرشماری عمومی نفوس و مسکن در سال ۱۳۹۵ جمعیت این روستا ۸۳ نفر (۲۶خانوار) بوده‌است.